# Garnizija
Garnizija (francosko garnison) je vojaški termin, ki označuje vse vojaške sile, ki se nahajajo v nekem kraju oz. trdnjavi in so pod skupnim poveljstvom.